# Bingaram
La isla Bingaram (también conocida como isla Bangaram)  es una isla perteneciente al archipiélago y territorio de la Unión de Laquedivas, al sur de la India. Esta isla es un popular destino turístico.
La población total de Bingaram es de 61 personas, en una superficie de 2,30 km².